# Homam Ahmed
Homam Elamin M. Ahmed (arabisch همام الأمين أحمد, DMG Humām al-Amīn Aḥmad; * 25. August 1999 in Doha) ist ein katarischer Fußballspieler. Er ist auf dem Spielfeld in der Abwehr beheimatet und führt diese Rolle zumeist als linker Verteidiger aus.

## Karriere

### Verein
Er entstammt der Aspire Academy und wurde zum Jahresstart 2018 zur U21 des belgischen Kooperationsklub KAS Eupen transferiert. Dort hielt er sich bis Ende August 2019 auf und steht seitdem beim al-Gharafa SC in seinem Heimatland für die erste Mannschaft unter Vertrag. Sein erster Einsatz in der Qatar Stars League folgte anschließend am 5. Spieltag der Saison 2019/20 bei einer 1:3-Niederlage gegen den al-Sailiya SC. Hier wurde er zur 61. Spielminute für Yousuf Muftah eingewechselt. In den folgenden Spielen kam er auch schnell durchgehend über die volle Spielzeit zum Einsatz und ist seitdem wenn er spielt ein wichtiger Pfeiler im Mannschaftsgefüge. In der AFC Champions League 2022/23 kommt erstmals in diesem Wettbewerb in der Gruppenphase zum Einsatz.

### Nationalmannschaft
Im August 2014 bekam er erstmals, nach vorliegenden Informationen, einen Freundschaftsspieleinsatz für die katarische U19-Nationalmannschaft. Er wurde für den Kader bei der U19-Asienmeisterschaft 2018 nominiert, wo er zu zwei Einsätzen kam. Mit der U20 war er ein Jahr später bei der U20-Weltmeisterschaft 2019 dabei und kam hier zu einem Einsatz.
Für die U23 hatte er sein erstes bekanntes Spiel im Dezember 2019. Später stand er im Kader der U23-Asienmeisterschaft 2020, wo er in allen Spielen der Mannschaft wieder eingesetzt wurde und über die volle Spielzeit auf dem Platz stand. Dadurch, dass man immer nur ein Unentschieden erzielte, schied seine Mannschaft schon nach der Gruppenphase aus.
Seinen ersten Einsatz im Dress der katarischen A-Nationalmannschaft, hatte er am 14. November 2019 bei einem 2:0-Freundschaftsspielsieg gegen Singapur. Hier wurde er zur 62. Minute für Fahad al-Abdulrahman eingewechselt. Nach knapp einem Jahr ohne weiteren Einsatz kam er ab Dezember 2020 öfters bei Spielen der Qualifikation für die Weltmeisterschaft 2022, wo seine Mannschaft als Gastgeber ohne Wertung mitspielte, als auch bei mehreren Freundschaftsspielen zum Einsatz.
Anschließend wurde er in den Kader der Mannschaft beim Gold Cup 2021 berufen und kam dort in jeder Partie der Mannschaft zum Einsatz. Nach weiteren Freundschaftsspielen war er Teil des Teams beim FIFA-Arabien-Pokal 2021, wo er in allen Spielen, mit Ausnahme von einer Gruppenpartie, Spielminuten bekam.